# Rui Bento
Rui Fernando da Silva Calapez Pereira Bento (14 de janeiro de 1972) é um treinador e ex-futebolista profissional português que atuava como meia. Atualmente comanda a seleção do Kuwait.

## Carreira
Rui Bento representou a Seleção Portuguesa de Futebol, nas Olimpíadas de 1996, que terminou em quarto lugar. 